# Paraxerus flavovittis
Paraxerus flavovittis is een zoogdier uit de familie van de eekhoorns (Sciuridae). De wetenschappelijke naam van de soort werd voor het eerst geldig gepubliceerd door Peters in 1852.